# Rajčevce
Rajčevce (cyr. Рајчевце) – wieś w Serbii, w okręgu pczyńskim, w gminie Trgovište. W 2011 roku liczyła 5 mieszkańców.